# Tomas Brolin
Pour les articles homonymes, voir Brolin.
Tomas Brolin né le 29 novembre 1969 à Hudiksvall en Suède, est un footballeur suédois.

## Biographie
Il est un grand artisan de la troisième place l'équipe de Suède à la Coupe du monde 1994.
Brolin a commencé sa carrière au GIF Sundsvall en 1986. En 1990, il est transféré à l'IFK Norrköping, et ensuite à Parme. C'est à cette époque qu'il se fait connaître du grand public. 
En 1995, Brolin rejoint Leeds United mais des problèmes physiques l'empêcheront d'y briller. Sa fin de carrière ne fut pas à la hauteur de son talent puisqu'il multiplia les prêts sans convaincre (FC Zurich, Crystal Palace) avant de mettre un terme à sa carrière en 1998.
Pour la Suède, Brolin a fait 47 apparitions et marqué 26 buts. Trois de ces buts furent inscrits lors de l'Euro 1992, où il termina meilleur buteur en compagnie de Dennis Bergkamp, Henrik Larsen et Karl-Heinz Riedle. 
Au sommet de sa forme, Brolin marqua également trois buts lors de la phase finale du Mondial 1994 qui permirent à la Suède de terminer troisième, battue seulement par le Brésil en demi-finale (0-1).
Tomas Brolin constituera l'une des meilleures attaques de la Suède en compagnie de Kennet Andersson et Martin Dahlin.
Fréquentant le monde du poker, en août 2010, il avait remporté en gains cumulés en tournoi la somme de 59 782 € (source The Hendon Mob) .
Il est représenté par une carte dans le populaire jeux vidéo FIFA 23 avec une note de 87.

## Carrière
- 1975-1986 : Näsvikens IK  Suède
- 1987-1989 : GIF Sundsvall  Suède
- 1990 : IFK Norrköping  Suède
- 1990-1995 : Parme FC  Italie
- 1995-1996 : Leeds United  Angleterre
- 1996-1997 : FC Zurich  Suisse
- 1997 : Parme FC  Italie
- 1997 : Leeds United  Angleterre
- 1997-1998 : Crystal Palace  Angleterre
- 1998 : Hudiksvall ABK  Suède

## Palmarès

### En club
- Vainqueur de la Supercoupe d'Europe en 1993 avec le Parme FC
- Vainqueur de la Coupe d'Europe des Vainqueurs de Coupe en 1993 avec le Parme FC
- Vainqueur de la Coupe de l'UEFA en 1995 avec le Parme FC
- Vainqueur de la Coupe d'Italie en 1992 avec le Parme FC
- Finaliste de la Coupe d'Europe des Vainqueurs de Coupe en 1994 avec le Parme FC
- Vice-champion d'Italie en 1997 avec le Parme FC
- Finaliste de la Coupe d'Italie en 1995 avec le Parme FC
- Finaliste de la Supercoupe d'Italie en 1992 et 1995 avec le Parme FC

### EnÉquipe de Suède
- 47 sélections et 26 buts entre 1990 et 1995
- Participation à la Coupe du Monde en 1990 (Premier Tour) et en 1994 (3e)
- Participation au Championnat d'Europe des Nations en 1992 (1/2 finaliste)
- Participation aux Jeux Olympiques en 1992 (1/4 de finaliste)

### Distinctions individuelles
- Meilleur buteur du Championnat d'Europe des Nations en 1992 (3 buts)
- Élu footballeur suédois de l'année en 1990 et en 1994 par Aftonbladet et la SvFF
- Membre de l'équipe-type de la Coupe du Monde en 1994
- Élu 4e au Ballon d'Or en 1994 par France Football